# Фарината дели Уберти
Манèнте дèли Убèрти (на италиански: Manente degli Uberti), известен като Фаринàта (Farinata; ̽ ок. 1212, Флоренция, Флорентинска република; † 11 ноември 1264, пак там), е италиански аристократ и кондотиер.
Принадлежащ към една от най-старите и важни гибелински семейства във Флоренция, той е споменат от Данте Алигиери в десетата песен на „Ад“ и впоследствие се среща сред еретиците.

## Биография
Син на Якопо дели Уберти, от 1239 г. Фарината е ръководител на партията на гибелините и изиграва много важна роля в прогонването на гвелфите, което се случва няколко години по-късно, през 1248 г., при режима на имперския викарий Фридрих от Антиохия. След това сем. Уберти е заточено, а представителите на гвелфските семейства се връщат на власт през 1251 г., като намира убежище в Сиена през 1258 г. 
Фарината допринася като главен герой за победата при Монтаперти на 4 септември 1260 г. и в последвалата диета в Емполи демонстрира голямата си любов към страната, като открито се надигна срещу предложението на депутатите от Пиза и Сиена, които желаят да унищожат Флоренция.
Умира през 1264 г. и е погребан в църквата „Санта Репарата“, където по-късно е построена Флорентинската катедрала. Синът му Лапо е назначен от император Хайнрих VII за имперски викарий в Мантуа.

## Обвинението в ерес и Данте
И след смъртта си сем. Уберти не успява да избегне отмъщението на съперничещата фракция: през 1283 г. телата на Фарината и съпругата му Адалета са подложени на посмъртен публичен процес във Флоренция по обвинения в ерес. За случая тленните им останки, погребани в църквата „Санта Репарата“, са есхумирани и процесът завършва с осъждане от францисканския инквизитор Саломоне да Лука, който постановява всички активи, завещани от Фарината, да бъдат конфискувани. 
Валидността на обвинението все още е несигурна днес: то всъщност се отнася до оспорването на религиозното върховенство на Църквата, въпреки че фракцията, към която принадлежи Фарината, оспорва само политическата ѝ намеса, като претендира за разделение между духовна и светска власт. Объркването вероятно се е увеличило от пропагандата на гвелфите, готови да използват обвинението в своя полза, въпреки че някои учени твърдят, че Фарината е бил близо до ереста на катарите.
Уберти обаче са изключени от всякаква амнистия и омразата на техните съперници се съсредоточава върху им: Фарината е поставен от Данте сред епикурейските еретици, които „умъртвяват душата заедно с тялото“ (Песен X, ст. 15), т.е. не вярват в безсмъртието на душата. Между двамата се провежда разговор, фокусиран върху политическата борба и семейството, и по-специално върху темата за греховете на бащите, които падат върху техните деца: това е тема, особено скъпа за поета, който е можел да помоли за премахване на изгнанието за децата му, ако е поискал прошка. След редуване на редове, изпълнени с напрежение, Фарината произнася пророчество, в което лесно се чете огорчението на поета, който вече е в изгнание от няколко години: „Но няма да минат петдесет лунни фази (по-малко от четири години), преди и ти да узнаеш колко болезнено е това изкуство.“ (Песен X, ст. 79 – 81).
На Фарината обаче Данте оказва чест, като го прави един от главните герои на своята поема и очертава внушителна и горда фигура, почти омировска в противопоставянето на несгодите („ и той стоеше с високо вдигнати чело и гърди, сякаш презираше целия Ад“ – ст. 35 – 36), така че Вергилий призовава с него да не използва нормални, а благороднически думи („граф“).